# Broussaille (bande dessinée)
Pour les articles homonymes, voir Broussaille.
Broussaille est une série de bande dessinée créé par Frank Pé dans le journal de Spirou en 1978.

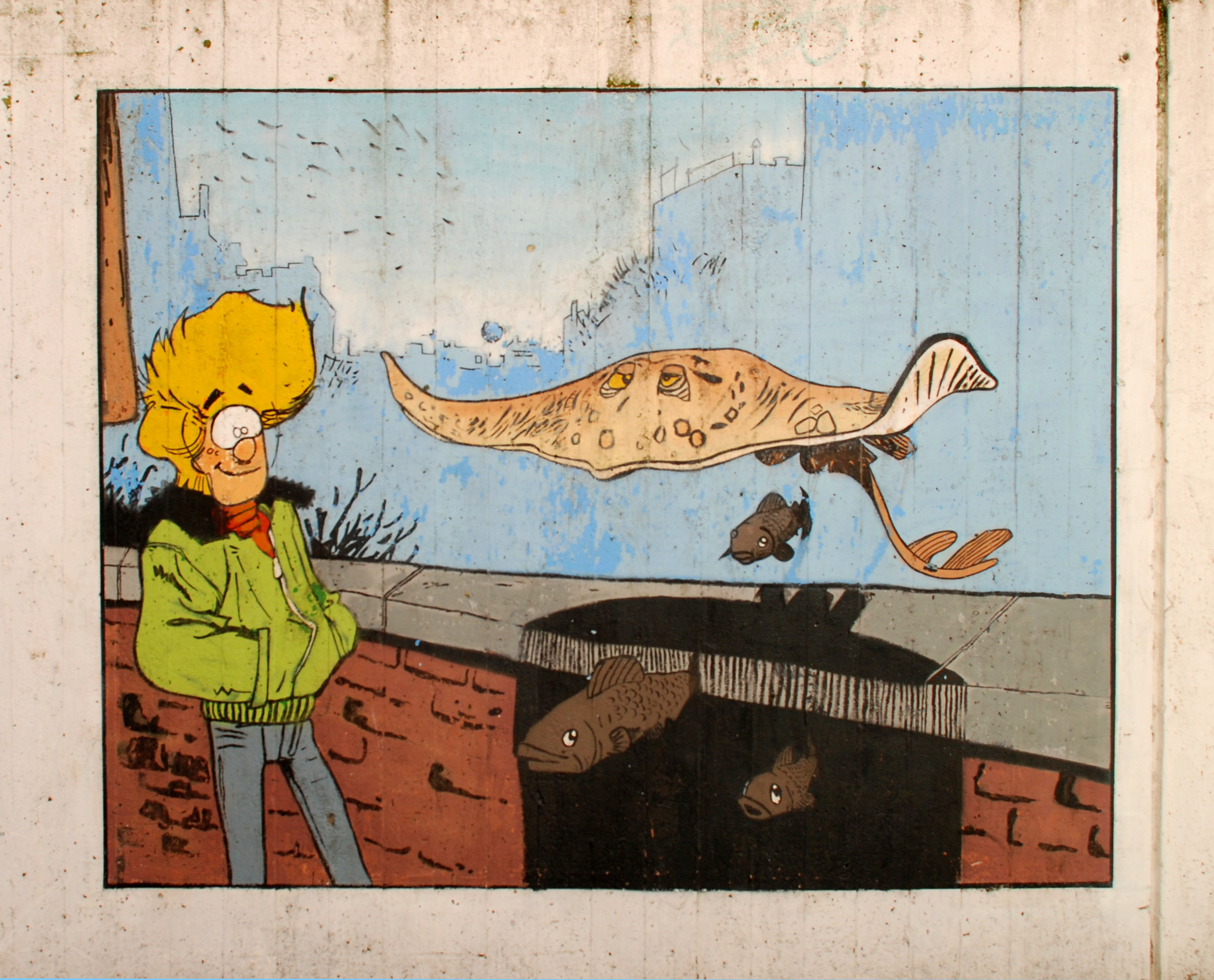
Peinture murale « Baleines publiques » à Louvain-la-Neuve.

## Personnages
- Broussaille, le héros
- Catherine, rencontrée dans le premier album, compagne de Broussaille
- Sandrine, la fille adoptive de l'oncle Édouard
- Alex, le fils d'Édouard et Hélène
- L'oncle René et sa femme, l'oncle est conseiller municipal et apparaît dans Les Sculpteurs de lumière
- L'oncle Édouard et Hélène
- Bernard et Éléonore, les grands-parents

## Publication

### Albums

#### Série classique
Les deux premiers albums sont réédités dans la collection Repérages dès 1989.
- 1 Les Baleines publiques, Dupuis, Marcinelle, mai 1987
Scénario : Bom - Dessin et couleurs : Frank -  (ISBN 2-8001-1789-3)
- 2 Les Sculpteurs de lumière, Dupuis, Marcinelle, septembre 1987
Scénario : Bom - Dessin et couleurs : Frank -  (ISBN 2-8001-1520-3)
- 3 La Nuit du chat, Dupuis, coll. « Repérages », Marcinelle, octobre 1989
Scénario : Bom - Dessin : Frank - Couleurs : Topaze -  (ISBN 2-8001-1693-5)
- 4 Sous deux soleils[1], Dupuis, coll. « Repérages », Marcinelle, novembre 2000
Scénario : Bom - Dessin : Frank - Couleurs : Topaze -  (ISBN 2-8001-3045-8)
- 5 Un faune sur l'épaule[2], Dupuis, coll. « Repérages », Marcinelle, mai 2003
Scénario et dessin : Frank - Couleurs : Topaze -  (ISBN 2-8001-3381-3) [3]

#### Hors série
- Les Papiers de Broussaille, Le Cycliste, novembre 1993
Scénario et dessin : Frank
- La Source, Pyramides, novembre 2002
Scénario, dessin et couleurs : Frank -  (ISBN 2-930203-10-2)

#### Intégrales
Entre 2016 et 2017, les éditions Dupuis ont publié l'intégrale de la série en deux volumes.
Outre un dossier documentaire, le premier tome (2016) comprend les Papiers de Broussaille et les albums Les Baleines publiques et Les Sculpteurs de lumière.
- Broussaille, L'intégrale (1978-1987), tome 1, Dupuis, 2016 [4],[5],[6].

Outre un dossier documentaire, le second tome (2017) comprend les récits complets parus dans le journal Spirou entre 1988 et 2002, les albums La Nuit du chat et Un faune sur l'épaule, ainsi que le hors-série La Source.
- Broussaille, L'intégrale (1988-2002), tome 2, Dupuis, 2017 [7].

## Histoires
1. Les Papiers de Broussaille
2. Le Musée
3. Pamplemousse
4. Bill a disparu
5. Spécial Crocodiles
6. Jeu d'approche
7. Le Temps à perdre
8. La Chapelle aux chats
9. Le Céphalophe de Jentink
10. Carrefour de l'ours
11. L'Arbre
12. Les Baleines publiques
13. Le Secret de Böcklin
14. Les Iguanodons
15. Cause d'encombrement
16. Le Moustique
17. Les Sculpteurs de lumière
18. Cause d'encombrement
19. La Nuit du chat
20. Rêve de terre
21. Broussaille au Japon
22. Sandrine des collines
23. Quête australienne
24. Un faune sur l'épaule

## Prix
- 1990 : Prix du public au festival d'Angoulême pour La Nuit du chat[8]